# Swiss Open Gstaad
Swiss Open Gstaad (dawniej Allianz Suisse Open Gstaad, Crédit Agricole Suisse Open Gstaad) – męski turniej tenisowy kategorii ATP Tour 250 zaliczany do cyklu ATP Tour. Rozgrywany na kortach ceglanych w szwajcarskim Gstaad od 1915 roku.
Równolegle z męskim turniejem od lat sześćdziesiątych XX wieku rozgrywane były także zawody żeńskie – Swiss Ladies Open.

## Mecze finałowe

### Gra pojedyncza
| Rok  | Zwycięzca                                    | Finalista                                    | Wynik                                        |
| 2025 | Aleksandr Bublik                             | Juan Manuel Cerúndolo                        | 6:4, 4:6, 6:3                                |
| 2024 | Matteo Berrettini                            | Quentin Halys                                | 6:3, 6:1                                     |
| 2023 | Pedro Cachín                                 | Albert Ramos-Viñolas                         | 3:6, 6:0, 7:5                                |
| 2022 | Casper Ruud                                  | Matteo Berrettini                            | 4:6, 7:6(4), 6:2                             |
| 2021 | Casper Ruud                                  | Hugo Gaston                                  | 6:3, 6:2                                     |
| 2020 | Turniej anulowano z powodu pandemii COVID-19 | Turniej anulowano z powodu pandemii COVID-19 | Turniej anulowano z powodu pandemii COVID-19 |
| 2019 | Albert Ramos-Viñolas                         | Cedrik-Marcel Stebe                          | 6:3, 6:2                                     |
| 2018 | Matteo Berrettini                            | Roberto Bautista-Agut                        | 7:6(9), 6:4                                  |
| 2017 | Fabio Fognini                                | Yannick Hanfmann                             | 6:4, 7:5                                     |
| 2016 | Feliciano López                              | Robin Haase                                  | 6:4, 7:5                                     |
| 2015 | Dominic Thiem                                | David Goffin                                 | 7:5, 6:2                                     |
| 2014 | Pablo Andújar                                | Juan Mónaco                                  | 6:3, 7:5                                     |
| 2013 | Michaił Jużny                                | Robin Haase                                  | 6:3, 6:4                                     |
| 2012 | Thomaz Bellucci                              | Janko Tipsarević                             | 6:7(6), 6:4, 6:2                             |
| 2011 | Marcel Granollers                            | Fernando Verdasco                            | 6:4, 3:6, 6:3                                |
| 2010 | Nicolás Almagro                              | Richard Gasquet                              | 7:5, 6:1                                     |
| 2009 | Thomaz Bellucci                              | Andreas Beck                                 | 6:4, 7:6(2)                                  |
| 2008 | Victor Hănescu                               | Igor Andriejew                               | 6:3, 6:4                                     |
| 2007 | Paul-Henri Mathieu                           | Andreas Seppi                                | 6:7(1), 6:4, 7:5                             |
| 2006 | Richard Gasquet                              | Feliciano López                              | 7:6(4), 6:7(3), 6:3, 6:3                     |
| 2005 | Gastón Gaudio                                | Stan Wawrinka                                | 6:4, 6:4                                     |
| 2004 | Roger Federer                                | Igor Andriejew                               | 6:2, 6:3, 5:7, 6:3                           |
| 2003 | Jiří Novák                                   | Roger Federer                                | 5:7, 6:3, 6:3, 1:6, 6:3                      |
| 2002 | Àlex Corretja                                | Gastón Gaudio                                | 6:3, 7:6(3), 7:6(3)                          |
| 2001 | Jiří Novák                                   | Juan Carlos Ferrero                          | 6:1, 6:7(5), 7:5                             |
| 2000 | Àlex Corretja                                | Mariano Puerta                               | 6:1, 6:3                                     |
| 1999 | Albert Costa                                 | Nicolás Lapentti                             | 7:6(4), 6:3, 6:4                             |
| 1998 | Àlex Corretja                                | Boris Becker                                 | 7:6(5), 7:5, 6:3                             |
| 1997 | Félix Mantilla                               | Juan Albert Viloca                           | 6:1, 6:4, 6:4                                |
| 1996 | Albert Costa                                 | Félix Mantilla                               | 4:6, 7:6(2), 6:1, 6:0                        |
| 1995 | Jewgienij Kafielnikow                        | Jakob Hlasek                                 | 6:3, 6:4, 3:6, 6:3                           |
| 1994 | Sergi Bruguera                               | Guy Forget                                   | 3:6, 7:5, 6:2, 6:1                           |
| 1993 | Sergi Bruguera                               | Karel Nováček                                | 6:3, 6:4                                     |
| 1992 | Sergi Bruguera                               | Francisco Clavet                             | 6:1, 6:4                                     |
| 1991 | Emilio Sánchez                               | Sergi Bruguera                               | 6:1, 6:4, 6:4                                |
| 1990 | Martín Jaite                                 | Sergi Bruguera                               | 6:3, 6:7, 6:2, 6:2                           |
| 1989 | Carl-Uwe Steeb                               | Magnus Gustafsson                            | 6:7, 3:6, 6:2, 6:4, 6:2                      |
| 1988 | Darren Cahill                                | Jakob Hlasek                                 | 6:3, 6:4, 7:6                                |
| 1987 | Emilio Sánchez                               | Ronald Agénor                                | 6:2, 6:3, 7:6                                |
| 1986 | Stefan Edberg                                | Roland Stadler                               | 7:5, 4:6, 6:1, 4:6, 6:2                      |
| 1985 | Joakim Nyström                               | Andreas Maurer                               | 6:4, 1:6, 7:5, 6:3                           |
| 1984 | Joakim Nyström                               | Brian Teacher                                | 6:4, 6:2                                     |
| 1983 | Sandy Mayer                                  | Tomáš Šmíd                                   | 6:0, 6:3, 6:2                                |
| 1982 | José Luis Clerc                              | Guillermo Vilas                              | 6:1, 6:3, 6:2                                |
| 1981 | Wojciech Fibak                               | Yannick Noah                                 | 6:1, 7:6                                     |
| 1980 | Heinz Günthardt                              | Kim Warwick                                  | 4:6, 6:4, 7:6                                |
| 1979 | Ulrich Pinner                                | Peter McNamara                               | 6:2, 6:4, 7:5                                |
| 1978 | Guillermo Vilas                              | José Luis Clerc                              | 6:3, 7:6, 6:4                                |
| 1977 | Jeff Borowiak                                | Jean-François Caujolle                       | 2:6, 6:1, 6:3                                |
| 1976 | Raul Ramírez                                 | Adriano Panatta                              | 7:5, 6:7, 6:1, 6:3                           |
| 1975 | Ken Rosewall                                 | Karl Meiler                                  | 6:4, 6:4, 6:3                                |
| 1974 | Guillermo Vilas                              | Manuel Orantes                               | 6:1, 6:2                                     |
| 1973 | Ilie Năstase                                 | Roy Emerson                                  | 6:4, 6:3, 6:3                                |
| 1972 | Andrés Gimeno                                | Adriano Panatta                              | 7:5, 9:8, 6:4                                |
| 1971 | John Newcombe                                | Tom Okker                                    | 6:2, 5:7, 1:6, 7:5, 6:3                      |
| 1970 | Tony Roche                                   | Tom Okker                                    | 7:5, 7:5, 6:3                                |

### Gra podwójna
| Rok  | Zwycięzcy                                    | Finaliści                                    | Wynik                                        |
| 2025 | Francisco Cabral Lucas Miedler               | Hendrik Jebens Albano Olivetti               | 6:7(4), 7:6(4), 10–3                         |
| 2024 | Yuki Bhambri Albano Olivetti                 | Ugo Humbert Fabrice Martin                   | 3:6, 6:3, 10–6                               |
| 2023 | Dominic Stricker Stan Wawrinka               | Marcelo Demoliner Matwé Middelkoop           | 7:6(8), 6:2                                  |
| 2022 | Tomislav Brkić Francisco Cabral              | Robin Haase Philipp Oswald                   | 6:4, 6:4                                     |
| 2021 | Marc-Andrea Hüsler Dominic Stricker          | Szymon Walków Jan Zieliński                  | 6:1, 7:6(7)                                  |
| 2020 | Turniej anulowano z powodu pandemii COVID-19 | Turniej anulowano z powodu pandemii COVID-19 | Turniej anulowano z powodu pandemii COVID-19 |
| 2019 | Sander Gillé Joran Vliegen                   | Philipp Oswald Filip Polášek                 | 6:4, 6:3                                     |
| 2018 | Matteo Berrettini Daniele Bracciali          | Denys Mołczanow Igor Zelenay                 | 7:6(2), 7:6(5)                               |
| 2017 | Oliver Marach Philipp Oswald                 | Jonathan Eysseric Franko Škugor              | 6:3, 4:6, 10–8                               |
| 2016 | Julio Peralta Horacio Zeballos               | Mate Pavić Michael Venus                     | 7:6(2), 6:2                                  |
| 2015 | Alaksandr Bury Denis Istomin                 | Oliver Marach Aisam-ul-Haq Qureshi           | 3:6, 6:2, 10–5                               |
| 2014 | Andre Begemann Robin Haase                   | Rameez Junaid Michal Mertiňák                | 6:3, 6:4                                     |
| 2013 | Jamie Murray John Peers                      | Pablo Andújar Guillermo García-López         | 6:3, 6:4                                     |
| 2012 | Marcel Granollers Marc López                 | Robert Farah Santiago Giraldo                | 6:4, 7:6(9)                                  |
| 2011 | František Čermák Filip Polášek               | Christopher Kas Alexander Peya               | 6:3, 7:6(7)                                  |
| 2010 | Johan Brunström Jarkko Nieminen              | Marcelo Melo Bruno Soares                    | 6:3, 6:7(4), 11–9                            |
| 2009 | Marco Chiudinelli Michael Lammer             | Jaroslav Levinský Filip Polášek              | 7:5, 6:3                                     |
| 2008 | Jaroslav Levinský Filip Polášek              | Stéphane Bohli Stan Wawrinka                 | 3:6, 6:2, 11–9                               |
| 2007 | František Čermák Pavel Vízner                | Marc Gicquel Florent Serra                   | 7:5, 5:7, 10–7                               |
| 2006 | Andrei Pavel Jiří Novák                      | Marco Chiudinelli Jean-Claude Scherrer       | 6:3, 6:1                                     |
| 2005 | František Čermák Leoš Friedl                 | Michael Kohlmann Rainer Schüttler            | 7:6(6), 7:6(11)                              |
| 2004 | Leander Paes David Rikl                      | Marc Rosset Stan Wawrinka                    | 6:4, 6:2                                     |
| 2003 | Leander Paes David Rikl                      | František Čermák Leoš Friedl                 | 6:3, 6:3                                     |
| 2002 | Joshua Eagle David Rikl                      | Massimo Bertolini Cristian Brandi            | 7:6(5), 6:4                                  |
| 2001 | Roger Federer Marat Safin                    | Michael Hill Jeff Tarango                    | 0:1 krecz                                    |
| 2000 | Jiří Novák David Rikl                        | Jérôme Golmard Michael Kohlmann              | 3:6, 6:3, 6:4                                |
| 1999 | Donald Johnson Cyril Suk                     | Ałeksandar Kitinow Eric Taino                | 7:5, 7:6(4)                                  |
| 1998 | Gustavo Kuerten Fernando Meligeni            | Daniel Orsanic Cyril Suk                     | 6:4, 7:5                                     |
| 1997 | Jewgienij Kafielnikow Daniel Vacek           | Trevor Kronemann David Macpherson            | 4:6, 7:6, 6:3                                |
| 1996 | Jiří Novák Pavel Vízner                      | Trevor Kronemann David Macpherson            | 4:6, 7:6, 7:6                                |
| 1995 | Luis Lobo Javier Sánchez                     | Arnaud Boetsch Marc Rosset                   | 6:7, 7:6, 7:6                                |
| 1994 | Sergio Casal Emilio Sánchez                  | Menno Oosting Daniel Vacek                   | 7:6, 6:4                                     |
| 1993 | Cédric Pioline Marc Rosset                   | Hendrik Jan Davids Piet Norval               | 6:3, 3:6, 7:6                                |
| 1992 | Hendrik Jan Davids Libor Pimek               | Petr Korda Cyril Suk                         | walkower                                     |
| 1991 | Gary Muller Danie Visser                     | Guy Forget Jakob Hlasek                      | 7:6, 6:4                                     |
| 1990 | Sergio Casal Emilio Sánchez                  | Omar Camporese Javier Sánchez                | 6:3, 3:6, 7:5                                |